# THE King ALL STARS
THE King ALL STARS（ザ・キング・オール・スターズ）は日本のシンガーソングライター加山雄三を中心に2014年に結成された10人編成のロック・バンドである。

## 概要・来歴
THE King ALL STARSは、2013年に開催された仙台の野外フェス「ARABAKI ROCK FEST.13」をきっかけに結成されたスーパーバンド。「東北を元気に!」を掲げて歌う加山雄三のもとにロック・フェスティバル常連のメンバーが集結。加山は高野勲（Key）、山本健太（Key）、佐藤タイジ（G）、名越由貴夫（G）、ウエノコウジ（B）、武藤昭平（Dr）からなる「加山雄三 & ARABAKI YOUNG KING BAND」のリードボーカル&リードギターとして出演。20代から70代までという幅広い年齢のミュージシャンたちによる圧倒的なロック・サウンドは話題を集め、翌2014年にそのバンドを発展させる形で結成された。
バンド名は、加山が尊敬するエルヴィス・プレスリーが「THE KING」と呼ばれていたこと、加山（=K）が喜寿にして現在進行形で進化し続ける現役（=ing）であること、そしてスターミュージシャン13名（=KING）が集まったことにちなんで命名。そして「THE King & ALL STARS」ではなく「THE King ALL STARS」なのは、加山だけでなくメンバー全員がキングということを意味する。
2014年4月にデビュー・シングル「未来の水平線」をタワーレコード限定でリリースし、7月には1stアルバム『ROCK FEST.』を発表。また同年、『ARABAKI ROCK FEST.14』、『GREENROOM FESTIVAL '14』、『FUJI ROCK FESTIVAL '14』などのロックフェスに出演する。2015年7月、ミニアルバム『I Simple Say』でドリーミュージックからメジャー・デビュー。

## メンバー
- 加山雄三 - ギター、ボーカル
- キヨサク - ボーカル
  - MONGOL800のメンバー
- 佐藤タイジ - ギター、ボーカル
  - THEATRE BROOKのメンバー。
- 名越由貴夫 - ギター
  - Co/SS/gZ（コーパス・グラインダーズ）、YEN TOWN BAND、Lily Chou-Chouのメンバー。
- 古市コータロー - ギター
  - THE COLLECTORSのメンバー。
- ウエノコウジ - ベース
  - The HIATUSのメンバー。過去にはTHEE MICHELLE GUN ELEPHANT等にも在籍。
- 武藤昭平 - ドラムス
  - 勝手にしやがれのメンバー。
- タブゾンビ - トランペット
  - SOIL&"PIMP"SESSIONSのメンバー。
- 高野勲 - キーボード
  - benzoのメンバー。
- 山本健太 - キーボード
  - オトナモードの元メンバー。
- スチャダラパー - パフォーマー
  - BOSE - MC
  - ANI - MC
  - SHINCO - DJ